# Courtney Rumbolt
Courtney Orville Rumbolt (Londres, 26 de julio de 1969) es un deportista británico que compitió en bobsleigh. Participó en los Juegos Olímpicos de Nagano 1998, obteniendo una medalla de bronce en la prueba cuádruple (junto con Sean Olsson, Dean Ward y Paul Attwood).

## Palmarés internacional
| Juegos Olímpicos | Juegos Olímpicos | Juegos Olímpicos  | Juegos Olímpicos |
| Año              | Lugar            | Medalla           | Prueba           |
| ---------------- | ---------------- | ----------------- | ---------------- |
| 1998             | Nagano (Japón)   | Medalla de bronce | Cuádruple        |